# La Réunion (Lot-et-Garonne)
La Réunion település Franciaországban, Lot-et-Garonne megyében. Lakosainak száma 515 fő (2022. január 1.). La Réunion Anzex, Casteljaloux, Fargues-sur-Ourbise, Leyritz-Moncassin és Pompogne községekkel határos.

## Népesség
A település népességének változása:
| Lakosok száma | 279  | 274  | 403  | 433  | 475  | 488  | 488  | 486  | 497  | 515  |
|               | 1968 | 1982 | 1990 | 2006 | 2013 | 2015 | 2017 | 2019 | 2020 | 2022 |